# Episodi de I Simpson (dodicesima stagione)
La dodicesima stagione de I Simpson (serie di produzione CABF) è andata in onda negli Stati Uniti dal 1º novembre 2000 al 20 maggio 2001. La stagione comprende quattro episodi della serie di produzione BABF, relativa alla precedente stagione.
L'episodio HOMR ha vinto un Emmy per il miglior programma animato.
In Italia è stata trasmessa per la prima volta dal 1° al 30 ottobre del 2001 su Italia 1. 
L'episodio La storia di due Springfield è il 250º della serie.
Dal 28 settembre 2009 è in vendita il cofanetto contenente la dodicesima stagione completa.
Il 24 dicembre 2016 l'episodio Tormenti di neve è stato replicato per la prima volta rimasterizzato in 16:9 e anche i restanti episodi sono stati replicati sempre per la prima volta rimasterizzati in 16:9 e in alta definizione dal 24 gennaio al 9 febbraio 2017 su Italia 1. Inoltre il 9 luglio 2018, l'episodio La paura fa novanta XI è stato trasmesso sempre per la prima volta rimasterizzato in 16:9 e in alta definizione sempre sulla stessa rete.
| N° USA | N° Italia | Codice di produzione | Titolo italiano                      | Titolo originale               | Prima TV USA     | Prima TV Italia |
| ------ | --------- | -------------------- | ------------------------------------ | ------------------------------ | ---------------- | --------------- |
| 1      | 1         | BABF21               | La paura fa novanta XI               | Treehouse of Horror XI         | 1 novembre 2000  | 1 ottobre 2001  |
| 2      | 2         | BABF20               | La storia di due Springfield         | A Tale of Two Springfields     | 5 novembre 2000  | 2 ottobre 2001  |
| 3      | 3         | BABF17               | Figlia unica di Krusty ignaro        | Insane Clown Poppy             | 12 novembre 2000 | 3 ottobre 2001  |
| 4      | 4         | CABF01               | Lisa l'ambientalista                 | Lisa the Tree Hugger           | 19 novembre 2000 | 4 ottobre 2001  |
| 6      | 5         | CABF04               | Homer si gioca la dignità            | Homer vs. Dignity              | 26 novembre 2000 | 5 ottobre 2001  |
| 5      | 6         | CABF02               | Galeotto fu il computer e chi lo usò | The Computer Wore Menace Shoes | 24 novembre 2000 | 8 ottobre 2001  |
| 7      | 7         | CABF03               | Truffa oggi... truffa domani!        | The Great Money Caper          | 10 dicembre 2000 | 10 ottobre 2001 |
| 8      | 8         | CABF06               | Tormenti di neve                     | Skinner's Sense of Snow        | 17 dicembre 2000 | 11 ottobre 2001 |
| 9      | 9         | BABF22               | HOMR                                 | HOMR                           | 7 gennaio 2001   | 12 ottobre 2001 |
| 10     | 10        | CABF05               | Fidarsi è bene, non fidarsi è meglio | Pokey Mom                      | 14 gennaio 2001  | 15 ottobre 2001 |
| 12     | 20        | CABF08               | Il peggior episodio mai visto        | Worst Episode Ever             | 4 febbraio 2001  | 29 ottobre 2001 |
| 11     | 11        | CABF07               | Homer il racchettaro                 | Tennis the Menace              | 28 gennaio 2001  | 16 ottobre 2001 |
| 13     | 21        | CABF10               | Il giorno dello sciacallino          | Day of the Jackanapes          | 18 febbraio 2001 | 30 ottobre 2001 |
| 14     | 12        | CABF12               | Party Posse: musica e follia         | New Kids on the Blecch         | 25 febbraio 2001 | 17 ottobre 2001 |
| 15     | 13        | CABF09               | Affamatissimo Homer                  | Hungry, Hungry Homer           | 4 marzo 2001     | 18 ottobre 2001 |
| 16     | 14        | CABF11               | Bulli e secchioni                    | Bye Bye Nerdie                 | 11 marzo 2001    | 19 ottobre 2001 |
| 17     | 15        | CABF13               | Il safari dei Simpson                | Simpson Safari                 | 1 aprile 2001    | 22 ottobre 2001 |
| 19     | 16        | CABF14               | Trilogia di una giornata             | Trilogy of Error               | 4 maggio 2001    | 23 ottobre 2001 |
| 18     | 17        | CABF15               | Vado a Osannalandia                  | I'm Goin' to Praiseland        | 25 aprile 2001   | 24 ottobre 2001 |
| 20     | 18        | CABF16               | Il centro dell'infanzia di Homer     | Children of a Lesser Clod      | 13 maggio 2001   | 25 ottobre 2001 |
| 21     | 19        | CABF17               | Il cantastorie                       | Simpsons Tall Tales            | 20 maggio 2001   | 26 ottobre 2001 |

## La paura fa novanta XI
- Sceneggiatura: Rob Lazebnick e John Frink, Don Payne e Carolyn Omine
- Regia: Matt Nastuk
- Messa in onda originale: 1º novembre 2000
- Messa in onda italiana: 1º ottobre 2001

Tre storie di Halloween, introdotte dalla famiglia Simpson che interpretano i personaggi de "i Mostri", ma vengono successivamente attaccati dagli abitanti dei Springfield, che risparmiano solo Lisa: 
- F-F-Fantasma P-P-Papà (G-G-Ghost D-D-Dad): Homer muore, soffocato da un broccolo, e deve fare una buona azione per essere ammesso in Paradiso.
- I racconti paurosi possono avverarsi (Scary Tales Can Come True): Parodia di Hänsel e Gretel in cui Bart e Lisa vengono abbandonati nel bosco da Homer, e vengono catturati da una strega, la cui casa è realizzata interamente di dolci.
- La notte del delfino (Night of the Dolphin): Lisa libera un delfino da un acquario, ma questi si rivela essere l'imperatore della razza, e per lavare l'onta subita decide di conquistare la Terra.

- Guest star: assente
- Frase alla lavagna: assente
- Gag del divano: assente
- Nota: Nelle prime trasmissioni su Italia 1, in questo episodio sulla tv dei Simpson non apparivano le scritte (per via di un errore di montaggio). A partire dalle repliche del 2018 viene ripristinato le scritte apparsi sulla tv nel formato 16:9.

## La storia di due Springfield
- Sceneggiatura: John Swartzwelder
- Regia: Shaun Cashman
- Messa in onda originale: 5 novembre 2000
- Messa in onda italiana: 2 ottobre 2001

Nel tentativo di chiamare aiuto per poter liberare la cuccia del piccolo aiutante di Babbo Natale da un tasso, Homer scopre che Springfield è stata divisa in due zone con differenti prefissi telefonici. 
L'uomo indice una riunione cittadina per protestare, che termina con la separazione della città in due tramite una enorme muraglia. Tuttavia, la carenza di provviste in un lato della città convince tutti i cittadini, tranne la famiglia Simpson, a trasferirsi nell'altra parte, lasciando Homer come sindaco di una città fantasma. A salvare la situazione ci penserà il gruppo rock The Who, che in un concerto suggerirà di utilizzare lo speed-dial e distruggerà il muro con un assolo.
- Guest star: The Who (voce di se stessi)
- Frase alla lavagna: Non trasmetterò subliminALi messaggiGORE
- Gag del divano: Bart arriva prima di tutti e mette un cuscino-scherzo. Quando arriva la famiglia, Homer si siede sopra al cuscino e, dopo che viene emesso un rumore simile a una flatulenza, Bart scoppia a ridere.

## Figlia unica di Krusty ignaro
- Sceneggiatura: John Frink e Don Payne
- Regia: Bob Anderson
- Messa in onda originale: 12 novembre 2000
- Messa in onda italiana: 3 ottobre 2001

Krusty scopre di avere una figlia, nata da una relazione di una notte con una soldatessa conosciuta durante la guerra del Golfo. 
La bambina, Sophie, insiste per poter avere un rapporto con il padre, e inizialmente le cose vanno piuttosto bene. Tuttavia, Krusty durante una partita a poker con Tony Ciccione si gioca il violino della figlia, che perde la fiducia in lui. Per riconquistare l'affetto di Sophie, Krusty, aiutato da Homer, entra in casa di Tony Ciccione per recuperare lo strumento, riuscendoci, ma finendo quasi uccisi.
- Guest star: Drew Barrymore (voce di Sophia), Amy Tan (voce di se stessa), Jay Mohr (voce di Christopher Walken), Stephen King (voce di se stesso), John Updike (voce di se stesso)
- Frase alla lavagna: Non spaventerò chi soffre di incontinenza
- Gag del divano: i Simpson, arrivando sul divano, rimangono fermi sospesi a mezz'aria, parodiando gli attori del film Matrix.

## Lisa l'ambientalista
- Sceneggiatura: Matt Selman
- Regia: Steven Dean Moore
- Messa in onda originale: 19 novembre 2000
- Messa in onda italiana: 4 ottobre 2001

La famiglia Simpson va a mangiare al Krusty Burger, ma assiste a una riunione di ambientalisti. Lisa, sostenitrice delle loro idee, si invaghisce di Jesse Grass, il capo dell'associazione, e viene ammessa nel gruppo. In una loro riunione viene a sapere che il Ricco Texano vuole abbattere la sequoia più alta di Springfield; Lisa si oppone e decide di andare ad abitarci sopra per impedirne la distruzione. Il piano riesce i primi giorni, ma, in una notte di temporale, Lisa decide di andare a trovare la famiglia. Quando, però, torna la mattina seguente, scopre che l'albero è stato abbattuto da un fulmine, e viene creduta morta. Lisa, inizialmente, decide di non uscire allo scoperto, ma quando Texano afferma di voler costruire, nel luogo in cui sorgeva l'albero, un luna park in memoria di Lisa, decide di mostrarsi in pubblico e impedire il piano del magnate.
- Guest star: Joshua Jackson (voce di Jesse Grass)
- Frase alla lavagna: Non sono il presidente incaricato
- Gag del divano: i Simpson sono vestiti da teletubbies e Maggie, vedendoli, applaude.

## Homer si gioca la dignità
- Sceneggiatura: Rob LaZebnik
- Regia: Neil Affleck
- Messa in onda originale: 26 novembre 2000
- Messa in onda italiana: 5 ottobre 2001

Smithers parte per un viaggio per il New Mexico, lasciando da solo il signor Burns che per alcuni giorni non sa che fare. 
La soluzione arriva quando Homer, immerso nei problemi finanziari, si dichiara disposto a tutto per ottenere un aumento: così Burns convince il suo dipendente a umiliarsi in pubblico per lui, in cambio di soldi. Tuttavia Lisa, dopo l'ennesima umiliazione del padre (travestirsi da panda ed entrare nella gabbia dello zoo), lo scopre e gli insegna il vero valore della dignità. A questo punto Homer, colpito dalle parole della figlia, decide di non sottomettersi più alle decisioni di Burns, rinunciando anche a un milione di dollari.
- Guest star: Leeza Gibbons (voce di se stessa)
- Frase alla lavagna: Non spaventerò chi soffre di incontinenza
- Frase alla lavagna (nella versione 16:9): I was not the sixth Beatle ('Non ero il sesto Beatle', non doppiata in italiano)
- Gag del divano: nel soggiorno c'è una rampa, dalla quale spuntano i Simpson in skateboard. Tutti superano la rampa e si siedono sul divano, tranne Homer che cade per terra.

## Galeotto fu il computer e chi lo usò
- Sceneggiatura: John Swartzwelder
- Regia: Mark Kirkland
- Messa in onda originale: 3 dicembre 2000
- Messa in onda italiana: 8 ottobre 2001

Homer compra un computer e apre un sito internet in cui scrive pettegolezzi e speculazioni sentite in giro, sotto lo pseudonimo di "Mr. X". Le sue notizie, rivelatesi vere, fanno ottenere a Mr. X il premio Pulitzer, ma per ottenerlo Homer è costretto a rivelare la propria identità, rendendo successivamente impossibile reperire nuove notizie per il sito, che quindi comincia a inventare. Una delle sue notizie inventate rivela che, tramite il vaccino, il governo stia dominando le menti della popolazione. Per tale notizia Homer viene rapito da una misteriosa organizzazione che lo tiene segregato, insieme ad altri individui scomodi, in un posto chiamato semplicemente "l'isola", mentre a casa viene sostituito da un sosia; ciò è dovuto al fatto che la storia sui vaccini è vera, e il controllo mentale viene usato per assicurarsi che la gente spenda per i regali di Natale. Sull'isola conosce Numero 6, che si trova lì per aver inventato il sacchetto senza fondo delle noccioline, e che mostra a Homer la barca che è riuscito a costruirsi, fatta con rotoli di carta igienica e forchette di plastica: Homer se ne impossessa e tenta la fuga, riuscendo a tornare a casa dalla sua famiglia, ma a questo punto viene nuovamente sedato e riportato sull'isola insieme alla sua famiglia.
Il terzo atto della puntata, quello ambientato su "l'isola", è una parodia della serie televisiva britannica del 1967 Il prigioniero; il titolo originale dell'episodio, «The Computer Wore Menace Shoes», è invece una citazione del film del 1969 Il computer con le scarpe da tennis (The Computer Wore Tennis Shoes), sebbene la puntata non sia in nessun altro modo collegata al medesimo e non ne contenga citazioni.
- Guest star: Patrick McGoohan (voce di Numero 6)
- Frase alla lavagna: Fornirò un campione di urine solo quando sarà richiesto
- Gag del divano: il piccolo aiutante di Babbo Natale sta ballando in salotto, parodiando Snoopy della versione animata del fumetto Peanuts.

## Truffa oggi... truffa domani!
- Sceneggiatura: Carolyn Omine
- Regia: Michael Polcino
- Messa in onda originale: 10 dicembre 2000
- Messa in onda italiana: 10 ottobre 2001

Homer e Bart mettono in piedi alcuni espedienti truffaldini per estorcere soldi ai cittadini di Springfield. A loro si unisce ben presto Abe, che si rivela un esperto in materia e fornisce l'idea di truffare gli anziani della casa di riposo. 
Tuttavia, la truffa viene scoperta e Homer e Bart vengono arrestati. I due riescono a farla franca facendo ricadere le colpe sul giardiniere Willie. Ben presto, però, si scoprirà che l'intera cittadina aveva montato una messinscena per dare una lezione ad Homer e Bart.
- Guest star: Edward Norton (voce di Devon Bradley)
- Frase alla lavagna: L'infermiera non è un mazziere
- Gag del divano: i Simpson, vestiti da sub, raggiungono il divano: la telecamera si allarga e si vede che in realtà sono in un acquario per pesci.

## Tormenti di neve
- Sceneggiatura: Tim Long
- Regia: Lance Kramer
- Messa in onda originale: 17 dicembre 2000
- Messa in onda italiana: 11 ottobre 2001

Skinner, il bidello Willie e alcuni studenti della scuola elementare di Springfield rimangono intrappolati nell'istituto per via di una furiosa nevicata. 
Per imporre disciplina agli studenti, Skinner utilizza la propria esperienza militare, ma in breve tempo viene messo fuori gioco dai ragazzi, che rispondono alla leadership di Bart. A salvare i ragazzi ci penseranno Homer e Ned Flanders, che faranno crollare un silos di sale sulla scuola, facendo sciogliere la neve.
- Guest star: assente
- Frase alla lavagna: La lezione di scienze non dovrebbe finire in tragedia
- Gag del divano: i Simpson si buttano su una palla vestiti da giocatori di football americano e alla fine esce Maggie dal mucchio con la palla vincendo.

## HOMR
- Sceneggiatura: Al Jean
- Regia: Mike Anderson
- Messa in onda originale: 7 gennaio 2001
- Messa in onda italiana: 12 ottobre 2001

Per pagare alcuni debiti, Homer si fa assumere come cavia umana per alcuni esperimenti. In questa sede scopre che la causa della sua scarsa intelligenza è un pennarello infilatosi nel naso quando era bambino, che tocca il cervello. La rimozione del pennarello rende Homer una persona estremamente intelligente e sensibile in perfetta sintonia con Lisa. 
Tuttavia, grazie all'acquisita consapevolezza, Homer diventa anche infelice e decide di sottoporsi a un nuovo intervento (effettuato da Boe) per reinserire il pennarello. Prima di ritornare a essere stupido, Homer scrive una lettera a Lisa in cui le rivela quanto apprezzi l'intelligenza della figlia, rendendola felice.
- Guest star: assente
- Frase alla lavagna: La network TV non è morta
- Gag del divano: i Simpson sono portati sul divano da cinque tubi, con essi arriva però Fry, personaggio di Futurama, che viene subito dopo scambiato con Bart, a cui aveva preso il posto.

## Fidarsi è bene, non fidarsi è meglio
- Sceneggiatura: Tom Martin
- Regia: Bob Anderson
- Messa in onda originale: 14 gennaio 2001
- Messa in onda italiana: 15 ottobre 2001

Marge prende a cuore il caso di un detenuto, Jack Crowley, dallo spiccato talento artistico, al punto di garantire per lui al momento del suo rilascio. Marge riesce persino a trovargli un lavoro presso la scuola elementare di Springfield, dove Skinner ha bisogno di qualcuno che dipinga un murale con il motto della scuola. Tuttavia, Skinner indispettisce Jack costringendolo a ridipingere il murale da lui realizzato, con uno più banale e infantile. Esasperato, Jack da fuoco all'automobile di Skinner e viene nuovamente arrestato. Homer, intanto, ha trovato un sistema per curare il mal di schiena, tramite un bidone della spazzatura, ma il suo strumento di lavoro viene distrutto dai chiropratici, spaventati dalla concorrenza.
- Guest star: Michael Keaton (voce di Jack Crowley), Charles Napier (voce della guardia), Robert Schimmel (voce di se stesso), Bruce Vilanch (voce di se stesso)
- Frase alla lavagna: Non "sguinzaglierò i cani"
- Gag del divano: dopo che i Simpson si sono seduti sul divano, quest'ultimo ruota su di sé e si vede Ned Flanders incatenato.

## Il peggior episodio mai visto
- Sceneggiatura: Larry Doyle
- Regia: Matthew Nastuk
- Messa in onda originale: 4 febbraio 2001
- Messa in onda italiana: 29 ottobre 2001

L'uomo dei fumetti viene colto da un attacco cardiaco e la bottega del fumetto viene presa in gestione da Bart e Milhouse che, durante un litigio, scoprono una stanza segreta in cui l'uomo fumetto tiene nascosti alcuni video segreti e illeciti. Intanto Homer, per aiutare la riabilitazione dell'uomo fumetto, gli fa conoscere Agnes Skinner, con cui l'uomo intreccia una passionale relazione. La relazione viene interrotta quando l'uomo viene arrestato in seguito a una retata presso la bottega, in cui sono stati reperiti i video segreti.
- Guest star: Tom Savini (voce di se stesso)
- Frase alla lavagna: Non nasconderò le medicine della maestra
- Gag del divano: il ragazzo dalla voce stridula mette a posto il divano e aspetta che qualcuno della famiglia Simpson gli dia la mancia, ma quando Homer non gliela concede, se ne va arrabbiato.

## Homer il racchettaro
- Sceneggiatura: Ian Maxtone-Graham
- Regia: Jen Kamerman
- Messa in onda originale: 11 febbraio 2001
- Messa in onda italiana: 16 ottobre 2001

Homer decide di spendere i soldi vinti da Abe a un talent show della casa di riposo per costruire un campo da tennis in giardino. 
Marge è molto contrariata, però, dal fatto che lei ed Homer siano diventati lo zimbello della città, dato che i due vengono sistematicamente sconfitti da chiunque. Per riparare, Homer iscrive se stesso e la moglie a un torneo di tennis di Krusty il clown, a cui però Marge partecipa insieme a Bart, che ha dimostrato grande talento nello sport. Ingelosito, Homer fa coppia con Lisa. Entrambe le coppie si iscrivono a un altro torneo, ma, all'ultimo momento, per assicurarsi la vittoria, Homer sostituisce la figlia con Venus Williams, mentre Marge sostituisce Bart con Serena Williams. Il posto di Homer viene preso da Andre Agassi mentre quello di Marge da Pete Sampras. Alla fine la famiglia, nuovamente riunita, si gode la partita di tennis dei quattro campioni.
- Guest star: Andre Agassi (voce di se stesso), Pete Sampras (voce di se stesso), Serena Williams (voce di se stessa), Venus Williams (voce di se stessa)
- Frase alla lavagna: Non pubblicherò l'estratto conto del direttore
- Gag del divano: il soggiorno è ghiacciato e i Simpson arrivano sul divano pattinando; quando però Homer si siede, la sua parte di divano si spezza e cade nell'acqua ghiacciata.

## Il giorno dello sciacallino
- Sceneggiatura: Al Jean
- Regia: Michael Marcantel
- Messa in onda originale: 18 febbraio 2001
- Messa in onda italiana: 30 ottobre 2001

Esasperato dalle richieste del network, che non esita a interromperlo perfino durante la trasmissione, Krusty annuncia il proprio abbandono del mondo dello spettacolo. Contemporaneamente, Telespalla Bob, riuscito nuovamente a essere rilasciato dal carcere, ipnotizza Bart allo scopo di fargli uccidere Krusty con dell'esplosivo durante il suo show di addio. Il piano di Telespalla Bob riesce perfettamente, ma all'ultimo momento si pente di ciò che sta per fare, dopo che Krusty ha chiesto perdono a Bob. A salvare la situazione ci pensa Mr. Teeny, che riesce a liberare Bart dall'esplosivo, facendolo esplodere nella stanza dove sono riuniti i dirigenti del network.
- Guest star: Gary Coleman (voce di se stesso), Kelsey Grammer (voce di Telespalla Bob)
- Frase alla lavagna: Il criceto non ha avuto "una vita piena"
- Gag del divano: i Simpson arrivano nel soggiorno, ma Homer si sdraia per primo, come in una seduta psicanalitica, e dice a un dottore, che ha le fattezze di Sigmund Freud, di essere pazzo.

## Party Posse: musica e follia
- Sceneggiatura: Tim Long
- Regia: Steven Dean Moore
- Messa in onda originale: 25 febbraio 2001
- Messa in onda italiana: 17 ottobre 2001

Homer decide di partecipare alla Maratona di Springfield, ma nel finale Bart si intrufola agli ultimi metri e taglia il traguardo vincendo senza problemi. Durante la premiazione, però, il suo travestimento cede e viene scoperto. Bart viene così salvato da L.T. Smash, un produttore discografico che vuole renderlo il leader della nuova boy band dei Party Posse, insieme a Milhouse, Nelson e Ralph. Per sistemare le loro voci viene usato un esaltatore vocale costruito dalla NASA. Grazie alle nuove voci, il gruppo riscuote un discreto successo, ma Lisa scopre che nei testi delle canzoni dei Party Posse sono nascosti dei messaggi subliminali, con i quali vengono reclutati cadetti per la marina militare. Il piano di L.T. Smash, però, si conclude quando gli viene comunicato che sono stati tagliati i fondi per il progetto. Impazzito, Smash dirige la nave sulla quale si stava tenendo un concerto dei Party Posse verso New York, per distruggere la sede della rivista Mad Magazine, che aveva pubblicato una cattiva recensione sui Party Posse. Il gruppo cerca fermarlo con una canzone sedativa e arrivano gli 'N Sync, con un motoscafo, per aiutare il gruppo, ma non fanno in tempo e un missile distrugge il palazzo della rivista. Smash viene arrestato e il gruppo viene sciolto. Nel finale gli 'N Sync promuovono al pubblico l'arruolamento in Marina arruolando in segreto il membro JC Chasez.
- Guest star: 'N Sync (voce di se stessi)
- Frase alla lavagna: Non comprerò una grazia dal presidente
- Gag del divano: i Simpson, vestiti da carcerati, scavano un tunnel e arrivano al divano.
- Curiosità: Il titolo della canzone dei Party Posse Yvan Eht Nioj, se letto al contrario, è Join The Navy, in italiano Arruolati in Marina.

## Affamatissimo Homer
- Sceneggiatura: John Swartzwelder
- Regia: Nancy Kruse
- Messa in onda originale: 4 marzo 2001
- Messa in onda italiana: 18 ottobre 2001

Homer scopre fortuitamente che il presidente degli Isotopi di Springfield, Howard K. Duff VIII, vuole trasferire la squadra ad Albuquerque, e comincia uno sciopero della fame per denunciare il progetto. Tuttavia, la manifestazione di Homer non soltanto non viene presa sul serio dai cittadini, ma viene persino strumentalizzata dalla società sportiva. Finalmente la manovra viene scoperta quando Homer fa notare ai cittadini di Springfield che i sandwich che sono stati distribuiti sono stati farciti con i tipici ingredienti di Albuquerque. Scoperto il piano segreto, il sindaco di Albuquerque abbandona l'idea di acquistare gli Isotopi e decide di provarci con i Dallas Cowboys.
- Guest star: Stacy Keach (Voce di Howard K. Duff VIII)
- Frase alla lavagna: "L'isola della tentazione" non è una squallida lordura
- Gag del divano: i Simpson con delle mosse di karate distruggono tutto quello che incontrano nel salotto. Alla fine Homer tira fuori il telecomando e accende la TV.

## Bulli e secchioni
- Sceneggiatura: John Frink e Don Payne
- Regia: Lauren MacMullan
- Messa in onda originale: 11 marzo 2001
- Messa in onda italiana: 19 ottobre 2001

Nello scuolabus, Lisa tenta di fare amicizia con una nuova studentessa appena iscrittasi, Francine, che però per tutta risposta la aggredisce violentemente. Le aggressioni nei confronti di Lisa e di altri "secchioni" della scuola inducono la ragazzina a studiarne il fenomeno, scoprendo che i bulli, come Francine, si oppongono ai secchioni per via di un feromone. Lisa presenta la sua scoperta a un congresso annuale di scienziati, in cui Francine va in stato di berserk per via del quantitativo di secchioni presenti in sala. Intanto Homer avvia un’attività per difendere i neonati dalle possibilità di incidenti domestici.
- Guest star: Kathy Griffin (voce di Francine), Jan Hooks (voce di Manjula)
- Frase alla lavagna: Non spaventerò il vice presidente
- Gag del divano: i Simpson entrano nel soggiorno ognuno su una macchina da autoscontri, ma alla fine tutti i componenti della famiglia iniziano a urtare la macchina di Homer.
- Note: Nelle repliche dal 2012 sino al 2016, questo episodio non veniva utilizzato la sigla iniziale nel vecchio master. A partire dalla versione rimasterizzata, viene ripristinata la sigla iniziale.

## Il safari dei Simpson
- Sceneggiatura: John Swartzwelder
- Regia: Mark Kirkland
- Messa in onda originale: 1º aprile 2001
- Messa in onda italiana: 22 ottobre 2001

In seguito a uno sciopero degli impacchettatori, la città di Springfield rimane a corto di cibo. I Simpson trovano nella propria soffitta un pacchetto di cracker risalente ad anni prima, tramite il quale la famiglia vince un viaggio in Africa. Qui i Simpson conoscono la dottoressa Bushwell (parodia di Jane Goodall), che vive studiando le scimmie. Si scoprirà che in realtà Bushwell sfrutta gli animali per estrarre diamanti dalle miniere, e quelli che lei aveva spacciato per bracconieri in realtà sono esponenti di greenpeace.
- Guest star: assente
- Frase alla lavagna: Non getterò prove nel water
- Gag del divano: i Simpson anziché sedersi sul divano iniziano a ballare venendo raggiunti da ballerine, animali da circo, trapezisti, giocolieri, mangiatori di fuoco, illusionisti. La scena si sposta poi dal salotto a un palco da teatro, mentre in sottofondo la sigla viene sostituita da una musica da circo.

## Trilogia di una giornata
- Sceneggiatura: Matt Selman
- Regia: Mike B. Anderson
- Messa in onda originale: 29 aprile 2001
- Messa in onda italiana: 23 ottobre 2001

Una giornata dei Simpson viene raccontata attraverso tre linee narrative che si intrecciano:
- La giornata di Homer: Marge taglia il pollice di Homer e deve accompagnarlo all'ospedale per riattaccarlo.
- La giornata di Lisa: Lisa perde lo scuolabus proprio nel giorno del progetto di scienze.
- La giornata di Bart: Bart e Milhouse trovano un deposito di fuochi d'artificio illegali.

- Guest star: Frankie Muniz (voce di Thelonious)
- Frase alla lavagna: Il fuoco non è un purificatore
- Gag del divano: nel soggiorno c'è una rampa, dalla quale spuntano i Simpson in skateboard. Tutti superano la rampa e si siedono sul divano, tranne Homer che cade per terra.

## Vado a Osannalandia
- Sceneggiatura: Julie Thacker
- Regia: Chuck Sheetz
- Messa in onda originale: 6 maggio 2001
- Messa in onda italiana: 24 ottobre 2001

I Simpson si offrono di ripulire casa di Ned Flanders da tutti i ricordi che riguardano la sua defunta moglie Maude. 
Fra le cose di Maude saltano fuori alcuni schizzi relativi a un progetto di un parco a tema cristiano, chiamato "Osannalandia". I Flanders, aiutati dai Simpson, riescono a realizzare il parco, ma a causa dei costumi morigerati e sobri di Ned, il parco si rivela terribilmente noioso e i clienti lo boicottano. Tuttavia si scopre che chi si inginocchia davanti alla statua di Maude che accoglie i visitatori all'ingresso del palco viene colto da visioni mistiche, e l'"attrazione" fa accorrere numerosissimi clienti. Alla fine, però, si scopre che il "miracolo" è in realtà dovuto a una pericolosissima perdita di gas, e il parco viene chiuso.
- Guest star: Shawn Colvin (voce di Rachel Jordan)
- Frase alla lavagna: La genetica non è una scusa
- Gag del divano: davanti al divano, una betoniera fa colare del cemento che forma ognuno dei componenti della famiglia Simpson. Alla fine la statua di Homer si spezza e cade.

## Il centro dell'infanzia di Homer
- Sceneggiatura: Al Jean
- Regia: Mike Polcino
- Messa in onda originale: 13 maggio 2001
- Messa in onda italiana: 25 ottobre 2001

Dopo essersi fratturato una gamba durante una partita di basket, Homer è costretto a casa, accettando di lavorare come babysitter. La cosa gli riesce talmente bene che decide di farla diventare una vera e propria attività domestica, aprendo un centro per l'infanzia. Per dedicarsi ai bambini, però, Homer trascura i propri figli, Bart e Lisa, che sono colti dalla gelosia. Per vendicarsi, Bart e Lisa boicottano la premiazione di Homer come "uomo dell'anno", mostrando, durante la premiazione, un filmato che mostra come sia realmente Homer. La platea rimane inorridita e Homer fugge via portandosi via i "suoi" bambini, venendo, però, fermato dalla polizia. Alla fine dell'episodio Homer decide di concentrare le proprie attenzioni sui suoi figli.
- Guest star: assente
- Frase alla lavagna: Oggi non è la festa della mamma
- Gag del divano: i Simpson sono come i pupazzi dei crash test e il divano, proprio come nei crash test automobilistici, va a impattare il televisore.

## Il cantastorie
- Sceneggiatura: John Frink, Don Payne, Bob Bendetson e Matt Selman
- Regia: Bob Anderson
- Messa in onda originale: 20 maggio 2001
- Messa in onda italiana: 26 ottobre 2001

I Simpson, viaggiando come clandestini su un treno, incontrano un vagabondo che racconta loro, in cambio di spugnature, tre storie: 
- Homer nei panni del taglialegna gigante Paul Bunyan, cacciato dal proprio villaggio perché non in grado di sfamarlo.
- Lisa nei panni di Connie Seme di Mela (parodia di Johnny Appleseed), che salva il proprio popolo che aveva sterminato i bisonti.
- Bart e Nelson nei panni di Tom Sawyer e Huckleberry Finn.

- Guest star: assente
- Frase alla lavagna: Non dovrei avere già ventun'anni
- Gag del divano: i Simpson entrano in una stazione del metrò dove vi è il divano e un cartello che porta la scritta "Evergreen Terrace", e, una volta arrivato il treno, salgono e vanno via.